# Назарянц, Гранд
Гранд Назарянц (Hrand Nazariantz, 8 января 1886, Ускюдар, Константинополь, Османская империя — 25 января 1962, Бари) — армянский поэт, обозреватель футуризма.

## Биография
Гранд Назарянц получил образование в местном Перперянском колледже в Константинополе (ныне Стамбул). В 1900 году он уехал за границу, посетил Италию, Францию. Начал увлекаться писателями-символистами. Вернувшись на родину, он в 1902—1903 гг. опубликовал стихи в прессе. Сначала он писал на армянском, затем итальянском и французском. Его творчество было более плодотворным в годы Османской Конституции (1908—1914), когда он работал над самопереводными работами в десятках газет, журналов, ежегодников, вызывая заметный интерес к своему имени. 
В 1908 году в Константинополе вместе с Тиграном Завени редактировал журнал «Гонец», а в 1909 году вместе с Гарегином Козикяном периодическое издание «Новое течение». С декабря 1911 года и первые месяцы 1912 года вместе с Липаритом Назаряном, при участии Рубена Зардаряна и Левона Шанта, он редактировал литературное еженедельник «Алтарь» еженедельника «Азатамарт». Поэт работал для многих газет и издательств: «Масис», «Луйс», «Шант», «Азатамарт», «Бузандион», «Аревелк», «Айреник», «Мангумеи Эфкеар» (Константинополь), «Aревелян Мамул», «Змюрна, «Весна» (Москва) и т. д., а также работал для французских и итальянских периодических издательств и газет.
В 1910 году своими силами и при поддержке Меружана Парсамяна издаёт стихи Герануш Аршакян. В этом же году публикует «Любовные письма Ехиа Тэмирчипашяна. 1886—1889». Вёл переписку с основателем футуризма, итальянским писателем Филиппо Томмазо Маринетти, серию стихов которого перевёл на армянский, затем в 1910 году написал книгу «Ф. Т. Маринетти и футуризм», которая является одним из первых исследований футуризма в истории мировой литературы. В мае 1912 года его первый и единственный сборник стихов на армянском языке был опубликован в отдельных книгах: «Скрещенные мечты» (Константинополь). Он опубликовал итальянские буклеты об Аршаке Чобаняне, Петросе Дуряне и других писателях. После Первой мировой войны он жил в Италии, постепенно становясь всё более и более разочарованным.
В Бари Назарянц провел активную литературную работу, опубликовав отдельную работу о Петросе Дуряне, пытаясь сделать творчество армянского поэта  доступным для итальянского читателя (Bedros Turian poeta armeno, dalla sua vita e dale sue pagine migliori, con cenno sull’Arte armena. Con una presentazione di Enrico Cardile Ed. Laterza, Bari, 1916), перевёл на итальянский пьесу «Театр или отверженные» (I Miserabili։ dramma in 5 atti di Bedros Turian, versione italiana, con prefazione di Alfredo Violante, Ed. Sonzogno, Milano), написал книгу «Армения. Её мученичество и нужды». (L’Armenia։ il suo martirio e le sue rivendicazioni, con introduzione di Umberto Zanotti Bianco (aka Giorgio d’Acandra) — Collezione La Giovane Europa, Ed. Battiato, Catania, 1916), написал книгу «Армянские стихотворцы. Их жизнь и песня», восторженное предисловие которой написал Фердинандо Руссо (I trovieri dell’Armenia, nella loro vita e nel loro canti, con cenno sui canti popolari armeni, Prefazione di Ferdinando Russo. Casa Editrice Humanitas, Bari, 1916), и в которой в качестве приложения изданы его переводы Дживана, Газара Себастаци, Константина Ерзнкаци, Саят-Новы, пишет небольшую книжку с заглавием «Аршак Чобанян», в которой вместе с литературным портретом Чобаняна представляет и свои переводы по Чобаняну (Arsciak Ciobanian։ nella sua vita e nelle sue pagine migliori, con prefazione di Mario Pilo, Ed. Humanitas, Bari, 1916).
В 1919 году «Великая песня космической трагедии» (Il Grande Canto della Cosmica Tragedia) была опубликована в ежемесячнике Шаана Натали «Феникс».
В 1920 году опубликованы две поэтические книги Гранта Назарянца с переводом на итальянский язык: обширный сборник стихов под названием «Ваагн» и «Зеркало» из пяти частей.
С 1920 года Грант Назарянц с итальянским писателем Роберто Сарвази редактирует литературный ежемесячник «Fantasma», на страницах которого он опубликовал биографические заметки и рецензии Рубена Зардаряна, Атома Ярджаняна (Сиаманто), Даниэла Варужан, Егиа Темирчипашяна и «многих других старых и новых армянских поэтов, именно так открывая для итальянцев армянскую мысль и душу».
25 января 1962 года в городе Бари он умер после длительного тяжелого паралича. В 2008 году с предисловием и сносками Юрия Хачатряна в Ереване была опубликована подборка Гранта Назарянца «Звездное одиночество».

## Галерея

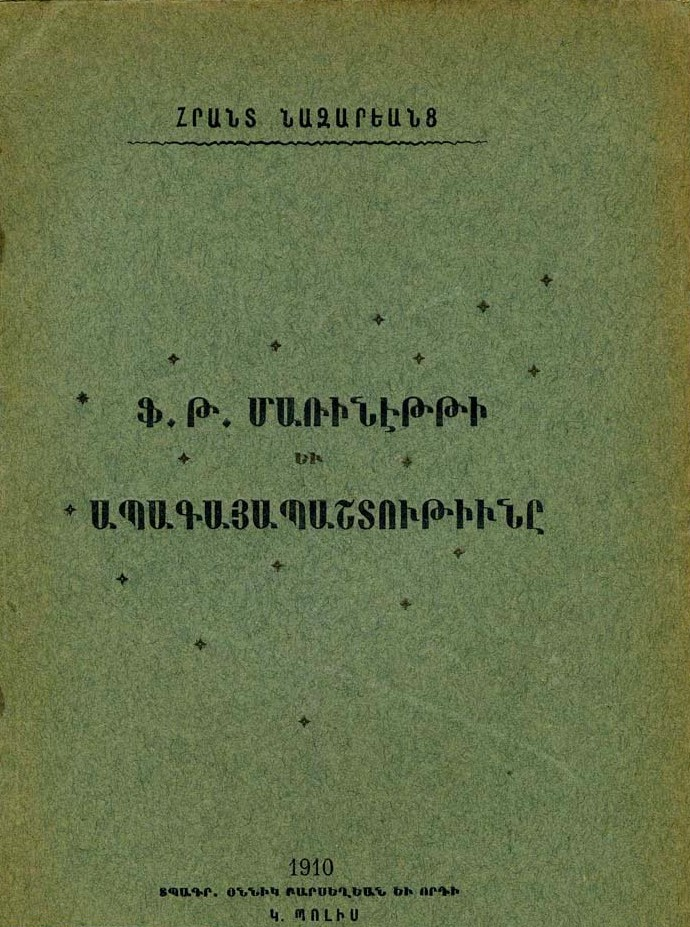
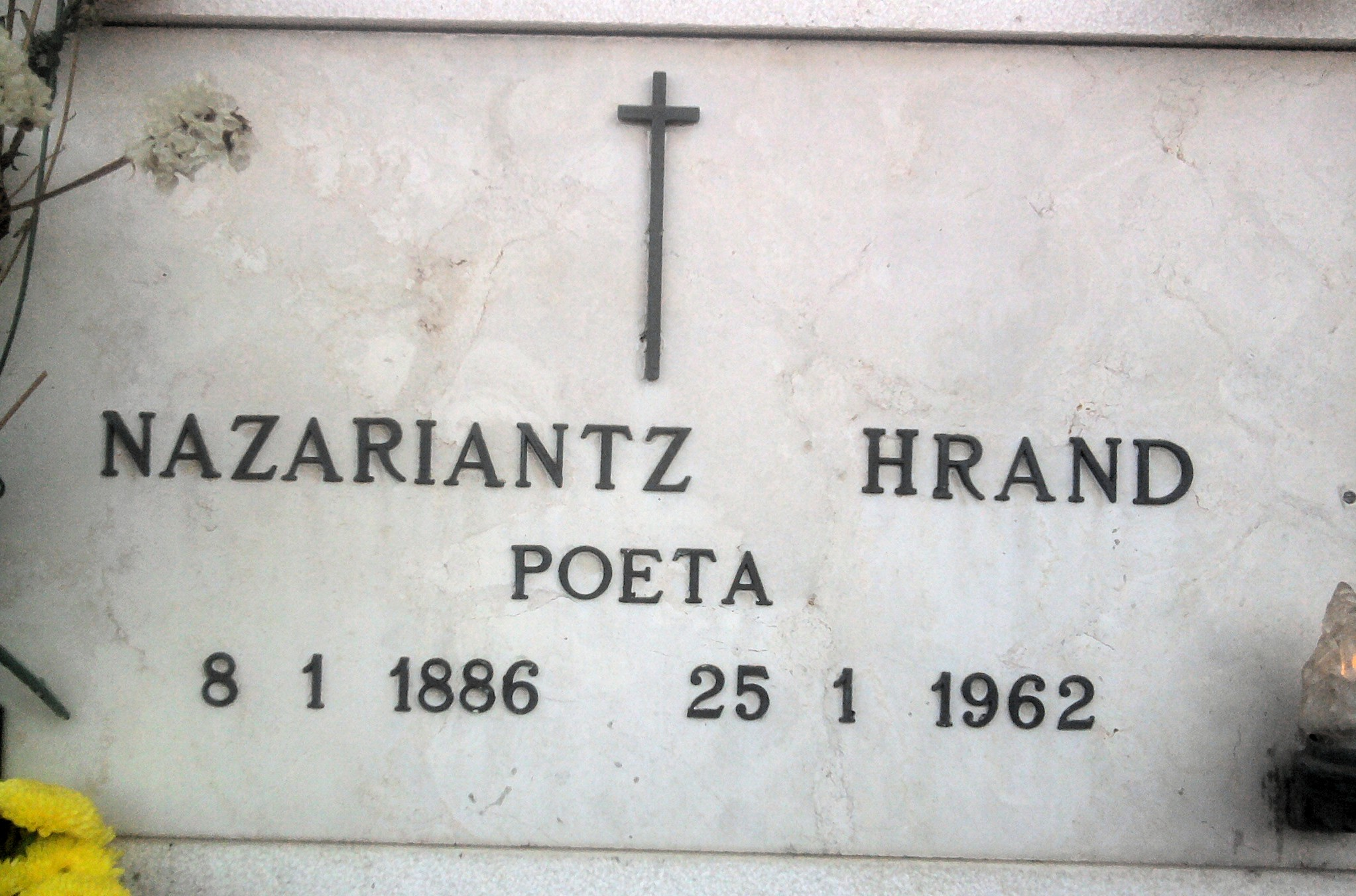

## Произведения
- Грант Назарянц, Звездное одиночество — Избранное (Star-Filled Solitude։ Anthology), Ереван, Саргис Хаченц, 2008.
- Армянские писатели -иностранцы, Е., 1989, стр. 11-26.
- ՅԱՅՏՆԱԳՈԾ ՆԱԽԵՐԳԱՆՔԸ, „Փիւնիկ“, Marzo, 1919, Vol. II, 3. pp 908—913.
- Тассо и его армянские переводчики» (Tasso and His Armenian Translators), Константинополь, Арзуман, 1912
- Распятые мечты (Crucified Dreams), Константинополь, Дер-Нерсесян, 1912
- Любовные письма Йегии Темирчипашян, 1886—1889. с двумя оригинальными фотографиями и рукописным письмом (Love Letters of Yeghia Demirjibashian, 1886—1889։ with Two Original Photographs and A Handwritten Letter), Константинополь, Дер-Нерсесян, 1910
- Ф. Т. Маринетти и футуризм (F. T. Marinetti and Futurism), Константинополь, Онниг Парсегян и сын, 1910
- Герануш Аршакян. Её жизнь и стихи (Heranush Arshakian։ Her Life and Poetry), Константинополь, Дер Нерсесян, 1910